# Jean Bodin

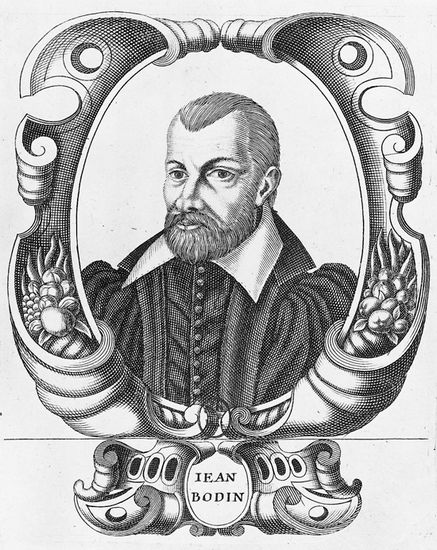
Jean Bodin

Jean Bodin [ʒɑ̃ː boˈdɛ̃ː] (* 1529 oder 1530 in Angers; † 1596 in Laon), latinisiert auch Joannes Bodinus Andegavensis, war ein französischer Jurist. Er gilt als der erste französische Staatstheoretiker von Rang. Er gilt als Begründer des modernen Souveränitätsbegriffes und mit seiner staatstheoretischen Schrift Les six livres de la République (1576, deutsch „Sechs Bücher über den Staat“) als ein früher Fürsprecher des Absolutismus.

## Leben und Wirken
Bodin stammte aus bürgerlichen Verhältnissen mit bescheidenem Wohlstand (vermutlich als Sohn eines Schneidermeisters). Er erhielt eine ausreichende Schulbildung, offenbar im Karmeliterkloster von Angers, wo er Novize wurde. Die Ausbildung musste er wegen nicht-konformer Gedanken abbrechen, die Gründe sind nicht näher bekannt. Ob er sich im calvinistischen Genf aufgehalten hatte und 1547/48 in Ketzerprozesse verwickelt gewesen war, ist bislang ungeklärt.
Den Plan, Mönch zu werden, gab er 1549 auf und ging nach Paris. Hier studierte er an der Universität wie auch am humanistisch orientierten Collège des trois langues (heute Collège de France). Auf diese Weise wurde er nicht nur mit der herkömmlichen orthodoxen Scholastik vertraut gemacht, sondern auch mit der ramistischen Philosophie. Im weiteren Verlauf der 1550er Jahre studierte er an der Universität Toulouse römisches Recht und lehrte dort auch. Sein besonderes Interesse scheint schon zu dieser Zeit den vergleichenden Rechtswissenschaften gegolten zu haben.
Ab 1561 war er als Anwalt am Parlement von Paris zugelassen. Für welche Konfession er beim Ausbruch der Religionskriege 1562 Partei ergriff, ist nicht mit Gewissheit bekannt. Seine persönliche Spiritualität wandelt sich in dieser Zeit. Er berichtet über Visionen und nimmt sich als von einem Schutzengel begleitet wahr. Er verabschiedet sich innerlich von allen kirchlichen Dogmen und entwickelt persönliche religiöse Überzeugungen, die von Biographen als Hinwendung zu einem archaischen Judentum interpretiert werden. Diese Religiosität bleibt ihm bis zu seinem Lebensende.
Seine rechts- und staatstheoretischen Interessen verfolgte er in Paris weiter. 1566 publizierte er die Schrift Methodus ad facilem historiarum cognitionem („Methode zum leichten Begreifen der Geschichte“). Darin zeigt er auf, dass die Kenntnis historischer Rechtssysteme nützlich sei für die aktuelle Gesetzgebung. Wenig später folgte die Réponse de J. Bodin aux paradoxes de M. de Malestroit (1568). Hierin analysiert er offenbar als einer der ersten überwiegend zutreffend das zuvor noch unbekannte Phänomen der Inflation, d. h. der schleichenden Geldentwertung durch eine zu starke Vermehrung der Zahlungsmittel. Es ging hier vor allem um die Münzen, die aus dem Gold und dem Silber Amerikas geprägt wurden.
1569/70, während des inzwischen dritten Religionskrieges, war er in Paris inhaftiert, wobei es sich möglicherweise um eine Art Schutzhaft handelte, um ihn den Verfolgungen katholischer Eiferer zu entziehen, die ihn als heimlichen Sympathisanten der Reformation betrachteten. Hiernach gehörte er zu dem hochkarätigen Diskussionszirkel um Prinz François d’Alençon, den intelligenten und ehrgeizigen jüngsten Sohn von Heinrich II. Dieser sah sich 1574, beim Tod seines Bruders Karl IX., schon als Thronfolger, musste dann aber zugunsten seines älteren Bruders Heinrich III. zurückstehen, nachdem dieser die ihm angetragene Königskrone von Polen ausgeschlagen hatte.
In diesen Jahren einer allgemeinen Diskussion um die beste Staatsform, des Kontakts mit der Politik, aber auch von Ereignissen wie der Bartholomäusnacht (1572), bei der er selber fast ums Leben gekommen ist, konzipierte Bodin sein bedeutendstes Werk, Les six livres de la république („Sechs Bücher über den Staat“, 1576). Hierbei suchte er einen Mittelweg einzuschlagen zwischen dem von vielen Katholiken vertretenen Machiavellismus, wonach ein Herrscher die Pflicht und damit das Recht habe, ohne moralische Rücksichten zum Vorteil seines Staates zu handeln, und dem von protestantischen Theoretikern vertretenen Ideal einer Volksherrschaft oder zumindest einer Wahlmonarchie. Ausgehend von der These, dass das Klima eines Landes den Charakter seiner Einwohner präge und damit auch die für sie geeignetste Staatsform in weitem Umfang vorgebe, postuliert Bodin als ideales Regime für das klimatisch gemäßigte Frankreich die erbliche Monarchie. Ein derartiger Monarch soll „souverän“, d. h. keiner höheren Instanz unterworfen sein, wenn auch einer gewissen Kontrolle unterliegen durch Institutionen wie die Obersten Gerichtshöfe (Parlements) und die Ständeversammlungen (États). Grundsätzlich jedoch soll der Monarch „nur Gott verantwortlich“ sein und damit auch über den konfessionellen Parteien stehen. Mit seinem Postulat einer souveränen, durch Erblichkeit legitimierten, religiös neutralen Monarchie trug Bodin der historischen Situation Rechnung, dass die jungen Könige, die nach 1559 auf Heinrich II. folgten, zwar legal auf den Thron gelangt waren, aber nicht über die nötige Macht verfügten, um die Auseinandersetzungen zwischen Katholiken und Protestanten zu beenden, und dass ihre Schwäche nicht zuletzt daraus resultierte, dass die französische Krone seit 1534 letztlich stets auf Seiten der Katholiken stand, somit selber Partei war und nicht als schlichtende Instanz auftreten konnte.
Die Six livres waren sofort sehr erfolgreich und wurden mehrfach nachgedruckt. 1586 erschien auch eine erweiterte und vom Autor selbst überarbeitete lateinische Version. Mit seinem Buch gehörte Bodin zu den Begründern der überkonfessionellen Bewegung der pragmatisch gesinnten „Politiker“ (politiques), die in den Folgejahren an Einfluss gewannen und schließlich unter König Heinrich IV. das Ende der Religionskriege und den Erlass des Toleranzedikts von Nantes (1598) erreichten.
Nach dem Scheitern der Hoffnungen d’Alençons hatte sich Bodin dem neuen König Heinrich III. angeschlossen. Dessen Gunst verlor er aber, nachdem er 1576 als Delegierter des Dritten Standes auf der Ständeversammlung von Blois versucht hatte, mäßigend auf die katholische Partei einzuwirken und finanzielle Sondermittel für den König zu verhindern. Bodin schied aus der Politik aus und heiratete. Im selben Jahr wurde er Nachfolger seines Schwiegervaters im Amt des Staatsanwaltes am Gericht in Laon.
Spätestens hierdurch wurde er in die herrschende Rechtspraxis der Hexenprozesse involviert. 1580 veröffentlichte er ein ebenfalls sehr einflussreiches, in mehrere Sprachen (auch ins Deutsche) übersetztes Werk über die Dämonenmanie der Hexer, La Démonomanie des sorciers. Es wurde allgemein verstanden als ein Handbuch der Hexer- und Hexenkunde samt Ratschlägen und Argumentationshilfen für Richter, die auch vor der Todesstrafe nicht zurückschrecken sollten.
Von 1581 bis 1584 stand Bodin noch einmal im Dienst des Herzogs von Alençon und hielt sich 1581 in dessen Auftrag für mehrere Monate in England auf.
In politisch-ideologischer Hinsicht blieb er seiner Neigung zu Pragmatismus und Toleranz treu. Hiervon zeugt ein nach seinem Tode als Manuskript und in Abschriften verbreitetes Werk, das Colloqium heptaplomeres de rerum sublimium arcanis abditis. Dieses „Siebenergespräch über die verborgenen Geheimnisse der erhabenen Dinge“ gibt eine aufrichtige Diskussion unter sieben Vertretern verschiedener Religionen und Weltanschauungen wieder, die sich am Ende auf die grundsätzliche Gleichwertigkeit ihrer Überzeugungen einigen. Einige Forscher bestreiten jedoch die Urheberschaft Bodins an diesem Manuskript.
In den Kriegen, mit denen nach dem Tod von Heinrich III. (1589) die sog. Katholische Liga die Thronfolge des noch protestantischen Heinrich IV. zu verhindern und einen Gegenkönig durchzusetzen versuchte, unterstützte Bodin zunächst die Liga, deren raschen Sieg er offenbar für unausweichlich hielt.
Er starb in einer der zahllosen Pestepidemien, die die von jahrzehntelangen Bürgerkriegen geschwächte Bevölkerung Frankreichs immer wieder heimsuchten.

## Die staatstheoretischen Werke Bodins
Solange Bodin sich im politischen Leben befand, schrieb er staatstheoretische und politiktheoretische Schriften. Die erste war das 1568 erschienene Werk Réponse aux paradoxes du seigneur de Malestroit („Reaktionen auf die Paradoxien des Herrn von Malestroit“), worin erstmals das damals rätselhafte Phänomen der Inflation erklärt wird, und zwar zutreffend aus der starken Vermehrung der Geldmenge, die mit dem Gold und Silber aus den spanischen Kolonien in Amerika geprägt und in Umlauf gebracht wurde.
| Souverän | Staatsform   |
| -------- | ------------ |
| Einer    | Monarchie    |
| Wenige   | Aristokratie |
| Alle     | Demokratie   |

Bodins wichtigstes Werk war 1576 Les six livres de la République („Die sechs Bücher über den Staat“), wobei république die allgemeine Bedeutung Staat (lat. res publica) hat und nicht die von Republik im modernen Sinne. Anders als etwa Hobbes entwickelte er seine Theorie nicht aus abstrakten Prinzipien, sondern versuchte zu zeigen, dass seine Prinzipien bereits die bestehende Grundlage der meisten Verfassungen Europas bildeten.
Bodin verstand den Staat ganz nach der auf Marcus Tullius Cicero zurückgehenden Begriffsbestimmung als zusammengesetzt aus Familien und den ihnen gehörenden Gütern. Aber er fügt hinzu, dass das Gemeinwesen durch eine oberste Gewalt und Vernunft gelenkt werde („summa potestate ac ratione moderata“). Damit führt er die Idee der Souveränität (Souveränitätsthese) in die politische Philosophie ein. Souveränität sei eine beständige und unbedingte Gewalt über alle Bürger, mit dem Recht, Gesetze zu geben oder aufzuheben. Der souveräne Herrscher sei dabei keiner anderen irdischen Instanz gegenüber verantwortlich, womit letztlich eine absolutistische und zentralistische Monarchie befürwortet werde. Allerdings sei der Herrscher an das göttliche Recht oder Naturrecht gebunden, wie es in den scholastischen Diskussionen des Mittelalters definiert worden sei. Bodins These, dass die Staatsform eines Landes von der Natur seiner Bewohner und diese von dessen Klima abhängig sei, wurde im 18. Jahrhundert von Montesquieu wieder aufgenommen.

## Eine geldtheoretische Kontroverse
In der 1566 erschienenen Schrift Les paradoxes du seigneur de Mallestroit sur le faict des monnoyes publiés hatte sich Jean de Malestroit mit der Frage beschäftigt, ob eine allgemeine Verteuerung (modern ausgedrückt: eine allgemeine Preisinflation) stattgefunden habe und wie diese zu kennzeichnen sei. Als „paradox“ erschien ihm hierbei, dass sich die Waren relativ zueinander nicht im Wert geändert hätten, wohl aber im Hinblick auf ihren Wert, welcher sich in Geld bzw. in den Edelmetallen wie Gold und Silber ausdrücke.
Auf Malestroits Schrift hat Bodin mit seiner 1568 erschienenen Schrift La réponse de Jean Bodin à propos de la monnaie et de l’enrichissement de toute chose et le moyen d’y remédier geantwortet. Er untersuchte hierzu die Preisentwicklung in den zurückliegenden Jahren und sah die Ursachen der Teuerung vor allem beim Zufluss großer Mengen an Edelmetallen, die Spanien aus Amerika nach Europa eingeführt hatte.
Bodin nahm in seinen Darlegungen geldtheoretische Vorstellungen der Quantitätstheorie vorweg, wie sie später insbesondere von David Hume vorgetragen wurden.

## De Magorum Daemonomania

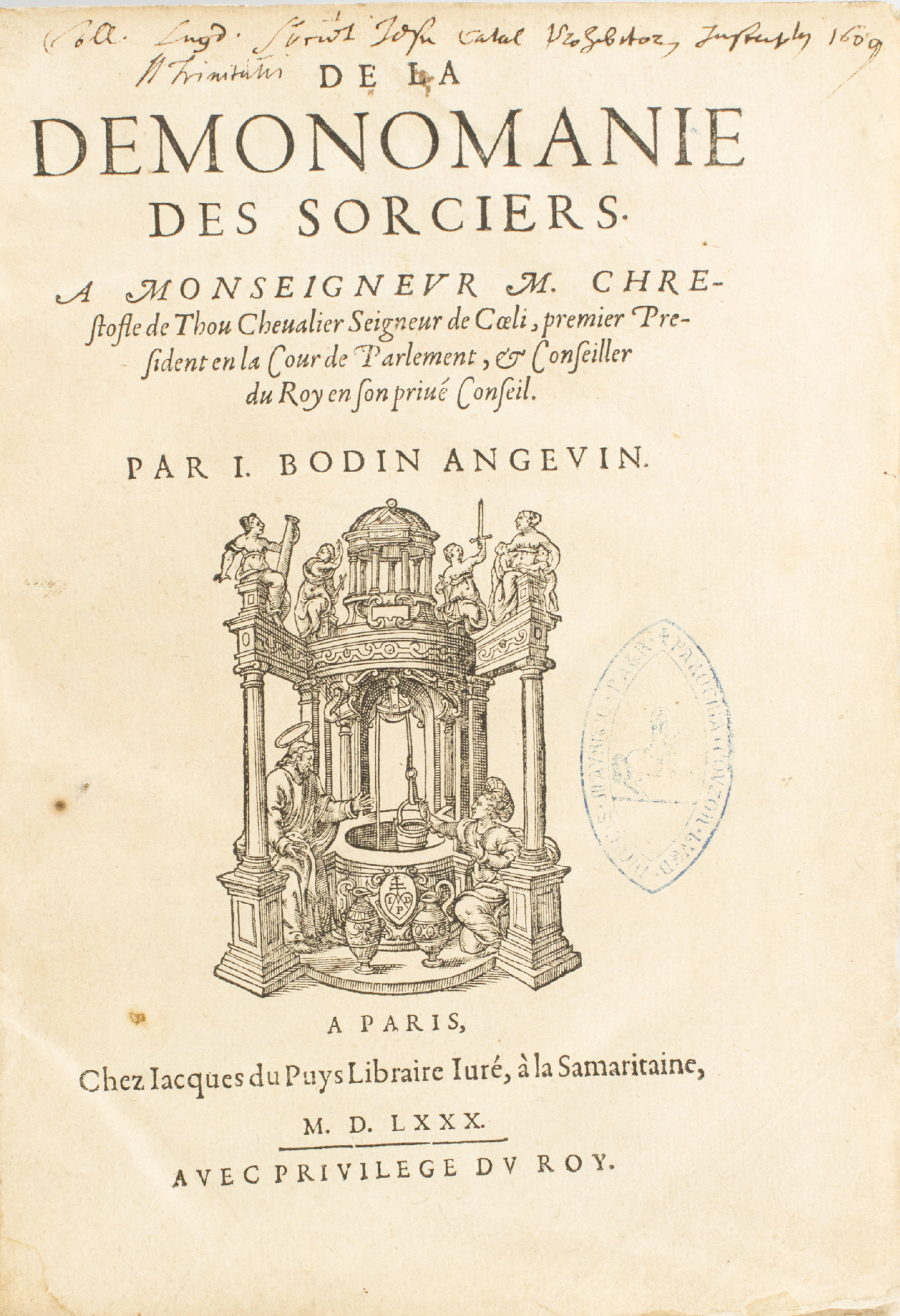
Jean Bodin: De la démonomanie des sorciers (1580)

Bodin ist schon früh mit Hexenprozessen in Berührung gekommen, denn in seinem Buch De Magorum Daemonomania (französisch De la Démonomania des Sorciers, 1580) führt er an, dass er 1549 einem Prozess beigewohnt habe, bei dem sieben Menschen der Zauberei angeklagt worden seien. Ohne Zweifel hat er jedoch vor allem durch seine juristische Tätigkeit als Anwalt am Pariser Parlement und am Präsidialgericht von Laon mit Anklagen wegen Zauberei zu tun. Bodin war ein Kenner der Kabbala und lehnte wie Johann Weyer jegliche Art von Magie ab, die für ihn Teufelswerk bedeutete, bei dem sich der Magier von Gott abwendet. Er selbst führt den Prozess gegen Johanna Harwilerin aus dem Jahr 1579 als ausschlaggebend für das Entstehen seines Werkes an: Dies 

„hat mir Anlaß unnd ursach geben / die Feder inn die Hand zu nemmen / u[nd] die Matery von den Hexen und Unhold[en] / welche heutigs tags jedermann so verwunderlich frembd fürkommet / auch bey vielen kleinen glauben gewinnet / nunmalls außführlich zu erklären.“

Darüber hinaus betont er, dass er sein Hexenbuch schreibe, 

„damit man sich darvor [vor der Hexerei] zu hüten habe / und der sachen alsdann / wann man von disen / so solche stuck brauchen / urtheilen solle / ein gründtliches wissen möge haben[.]“

 Dies sei besonders für Richter wichtig, die Hexenprozesse führen müssten, damit sie nicht „der blauen Brillen nach urtheilten“.
Das Buch ist hauptsächlich angelegt als Widerlegung der „schuldhaften Irrtümer“ des Arztes Johann Weyer, der zwar ebenfalls wie Bodin an die Existenz von Dämonen glaubte, aber die meisten Fälle von Hexerei entweder banalen kriminellen Manövern oder krankhafter Melancholie zuschrieb.
Bei der historischen Erforschung der Hexenverfolgung spielt Bodins Werk eine bedeutende Rolle zur Beantwortung der Frage, inwieweit diese Vorgänge auf Ausbrüche des Volkszorns ungebildeter Schichten oder auf Anschläge führender Kreise der Bevölkerung zurückgingen, welch letzteren man üblicherweise rationale Intentionen zuzuschreiben pflegt.
Als Staatstheoretiker kann Bodin als Vorläufer moderner Vorstellungen erscheinen. Der Dämonologe Bodin scheint hiermit zu konstrastieren. Es lässt sich Bodins Dämonenlehre indessen „rational“ aus seinem am Alten Testament und am Neuplatonismus orientierten Gottesbild begründen: Während die Natur in ihren Abläufen strengen Gesetzen unterworfen sei, ist Gott, welcher die Natur mit ihren Gesetzen geschaffen hat, absolut frei, sie zeitweise und in einzelnen Geschehnissen abzuändern oder gegen die Naturgesetze zu verstoßen. Er greift jedoch hierzu nicht direkt ein, sondern bedient sich dazu der guten und bösen Dämonen. Dieses Bild von Gott, der als absoluter Herrscher nicht den von ihm selbst geschaffenen Naturnotwendigkeiten unterworfen sei, kann in Parallele gesehen werden zu Bodins Staatsrecht, das den absolutistischen Herrscher gleichfalls über die von ihm geschaffenen Gesetze stellt. Bodin, der eine kohärente Lösung sucht – nicht nur zwischen den aus antiken und christlichen Quellen überlieferten Dämonenlehren, sondern auch eine Vermittlungsebene zwischen der absoluten Freiheit Gottes und dem wissenschaftlich geforderten Determinismus –, findet diese in den guten und bösen Dämonen, derer sich Gott bedienen kann, um in die Naturgesetze einzugreifen und unnatürliche Ereignisse hervorzurufen.

## Colloquium heptaplomeres de rerum sublimium arcanis
In dem Heptaplomeres genannten Buch stellt der Autor – die jüngere Forschung ist sich in der Zuschreibung an Bodin unsicher – in Dialogform dar, wie sich sieben Weltweise in freundschaftlichem Gespräch über die verschiedenen Weltanschauungen austauschen und zu dem Schluss kommen, alle seien im Sinne von Spielarten der Natürlichen Religion gleichwertig. Hier offenbart er also eine tolerante Grundeinstellung. Dass er dabei immer auch deutlich die Argumente der Gegenpositionen in die Diskussion einbrachte, wurde dem Autor später von den theologischen Kritikern als Indifferentismus oder Ungläubigkeit vorgeworfen. Unter den Positionen deistischer Religionsphilosophie und Befürwortern einer natürlichen Theologie bzw. natürlichen Religion gilt der Verfasser mit diesem Werk als Vertreter einer Extremposition: Die natürliche Religion sei allgemein zugänglich und für sich selbst hinreichend, jegliche Offenbarungsreligion daher schlicht unnötig.
Bodins Autorschaft der Heptaplomeres ist wie erwähnt umstritten. Karl F. Faltenbacher vertritt schon seit langem und David Wootton seit etwa 1999 die Überzeugung, dass Bodin keinesfalls der Autor dieses Textes sein könne. Auch Jean Céard und Isabelle Pantin in Paris haben sich gegen diese Annahme ausgesprochen.

## Rezeption
Bodin wurde trotz seines anfänglichen Ruhmes vielen Theologen schnell suspekt; seine Werke wurden schließlich vom Papst auf den Index verbotener Bücher gesetzt. Bodin verfügte testamentarisch, dass all seine Bücher verbrannt werden sollten. Das Manuskript Heptaplomeres war jedoch unter Kennern sehr gefragt. So ist bekannt, dass Hugo Grotius, Leibniz oder die schwedische Königin danach forschen ließen oder sich haben Abschriften fertigen lassen. Der französische Psychiater Louis-Florentin Calmeil (1798–1895) urteilte über Bodin, dass seine Werke der Menschheit mehr Schaden zugefügt hätten als die der Inquisitoren.

## Schriften
- Colloquium heptaplomeres de rerum sublimium arcanis. L. Noack, Schwerin 1857; Neudruck Olms, Hildesheim 1970.
  - französisch: Colloque entre sept scavans qui sont de differens sentimens des secrets cachez des choses relevées. Droz, Genf 1984.
  - englisch: Colloquium of the Seven about Secrets of the Sublime. Übersetzt von M. Kuntz. Princeton University Press, Princeton 1975; Neuausgabe Kluwer Academic Publisher, 2008, ISBN 0-271-03435-1.
- De magorum daemonomania libri IV. Basel 1581; Neudruck Olms, Hildesheim 2003, ISBN 3-487-11794-0.
  - französisch: De la Démonomanie des Sorciers. Jacques Du Puys, Paris 1580. (Digitalisate bei archive.org)
  - englisch: R.A. Scott: On the Demon-Mania of Witches. Victoria University Press, Toronto 1995.
  - deutsch: Vom Außgelaßnen Wütigen Teuffelsheer. Übersetzt von Johann Fischer. B. Jobin, Straßburg 1581/1591; Nachdruck ADEVA, Graz 1973, ISBN 3-201-00821-4. (Digitalisat in der Google-Buchsuche)
- Methodus ad facilem historiarum cognitionem („Die Methode zum leichten Begreifen der Geschichte“). Martin Juven, Paris 1566.
  - englisch: B. Reynolds: Method for the easy comprehension of History. Columbia University Press, New York 1945.
  - französisch: nebst lateinischem Text enthalten in: Pierre Mesnard (Hrsg.): Œuvres philosophiques de Jean Bodin. Presses Universitaires de France, Paris 1951.
- Les Six Livres de la République. Jacques du Puys, Paris 1576; Neuausgabe: Classiques Garnier, Paris 2013, ISBN 978-2-8124-0991-2.
  - lateinisch: De republica libri sex, latine ab auctore redditi, multo quam antea locupletiores, cum indice locupletissimo. Paris 1586.
  - englisch: The six bookes of a commonweale. London 1606.
  - deutsch: Sechs Bücher über den Staat. Beck, München, Teil 1–3. – 1983, ISBN 3-406-30703-5, Teil 4–6. – 1986, ISBN 3-406-08060-X.